# Saison 10 de South Park
Chronologie
Saison 9 Saison 11
Cet article présente le guide des épisodes de la dixième saison de la série télévisée South Park..

## Épisodes
| № | #  | Titre                                                         | Réalisation | Scénario                     | Première diffusion |
| --- | -- | ------------------------------------------------------------- | ----------- | ---------------------------- | ------------------ |
| 140 | 1  | Le Retour de Chef The Return of Chef                          | Trey Parker | Trey Parker & Matt Stone     | 22 mars 2006       |
| Chef est de retour. Les enfants le trouvent particulièrement anormal et pour cause, il a été embrouillé par un club de pédophiles. |    |                                                               |             |                              |                    |
| 141 | 2  | Danger Snobfog Smug Alert                                     | Trey Parker | Trey Parker                  | 29 mars 2006       |
| Kyle déménage à cause de son père ulceré par l'étroitesse d'esprit de ses compatriotes. Stan veut empêcher ça et oblige tout le monde à acheter des voitures hybrides. Mais cela provoque un nuage de snobisme tant les gens se sentent importants d'en conduire. |    |                                                               |             |                              |                    |
| 142 | 3  | Cartoon Wars I Cartoon Wars Part I                            | Trey Parker | Trey Parker                  | 5 avril 2006       |
| La panique s'installe à South Park. La diffusion du cartoon Les Griffin avec l'image de Mahomet non censurée pourrait provoquer des menaces terroristes. Cartman et Kyle vont tenter de convaincre la chaîne FOX de ne pas diffuser le cartoon. Et si tout ça n'était encore qu'un sale coup ?                                                                               |    |                                                               |             |                              |                    |
| 143 | 4  | Cartoon Wars II Cartoon Wars Part II                          | Trey Parker | Trey Parker                  | 12 avril 2006      |
| Cartman arrive dans les studios de la Fox à Los Angeles. Il y rencontre Bart Simpson qui, comme lui, veut faire cesser la diffusion de la série Les Griffin. |    |                                                               |             |                              |                    |
| 144 | 5  | Un million de petites fibres A Million Little Fibers          | Trey Parker | Trey Parker & Vernon Chatman | 19 avril 2006      |
| Servietsky perd son boulot. Il décide d'écrire ses mémoires. Mais personne ne s’intéressera à la vie d'une serviette. Alors il change le mot "Serviette" en "Personne". Et cela devient le livre du mois d'Oprah Winfrey. Malheureusement pour Servietsky, deux "personnes" délaissées par Oprah décident d'avoir un meilleur traitement, et sabotent le plan de Servietsky. |    |                                                               |             |                              |                    |
| 145 | 6  | Homoursporc ManBearPig                                        | Trey Parker | Trey Parker                  | 26 avril 2006      |
| A la recherche de l'Homoursporc, les enfants et leur nouveau « copain » Al Gore partent en exploration dans la Cave des Vents, une attraction touristique du Colorado. Les enfants se retrouvent alors coincés dans un éboulement, et commencent alors à douter sérieusement de leur retour en vie chez eux.                                                                 |    |                                                               |             |                              |                    |
| 146 | 7  | Tsst ! Tsst                                                   | Trey Parker | Trey Parker                  | 3 mai 2006         |
| Mme Cartman en a assez du comportement de son fils. Elle fait alors appel à des nounous. |    |                                                               |             |                              |                    |
| 147 | 8  | Fait l'amour, pas le Warcraft Make Love, Not Warcraft         | Trey Parker | Trey Parker & Matt Stone     | 4 octobre 2006     |
| Les enfants se sont tous mis au MMORPG World of Warcraft. Un joueur ultrapuissant, totalement « nolife », s’amuse à tuer les joueurs, brisant les règles. Stan, Kyle, Cartman et Kenny se mobilisent pour vaincre ce joueur qui leur gâche le plaisir. |    |                                                               |             |                              |                    |
| 148 | 9  | Le Mystère du caca dans l'urinoir Mystery of the Urinal Deuce | Trey Parker | Trey Parker                  | 11 octobre 2006    |
| Mr Mackey est hors de lui : Quelqu'un a fait caca dans un urinoir des toilettes des garçons. L'histoire prend une ampleur monstre jusqu'à ce qu'on la relie aux attentats du 11 septembre. Et bien sûr, c'est Kyle qui en fait les frais. |    |                                                               |             |                              |                    |
| 149 | 10 | La Maîtresse de Ike Miss Teacher Bangs a Boy                  | Trey Parker | Trey Parker                  | 18 octobre 2006    |
| Cartman devient surveillant de couloir. Usant de "L'autorité", il découvre que Ike est amoureux de son institutrice. Par un hasard forcé ou presque, sa prof tombe amoureuse de lui. Commence alors une course où l'amour et la violence vont s'entrechoquer de plein fouet.                                                                                                 |    |                                                               |             |                              |                    |
| 150 | 11 | L'Enfer sur Terre 2006 Hell on Earth 2006                     | Trey Parker | Trey Parker                  | 25 octobre 2006    |
| Satan veut organiser Sa fête de Halloween. Une fête où lui seul serait glorifié. Pendant ce temps les enfants essaient d'invoquer le rappeur The Notorious B.I.G.. |    |                                                               |             |                              |                    |
| 151 | 12 | Vas-y Dieu ! Vas-y ! I Go God Go                              | Trey Parker | Trey Parker & Matt Stone     | 1 novembre 2006    |
| Cartman attend inlassablement la sortie de la Nintendo Wii, et il décide de se congeler pour faire passer le temps. Pendant ce temps là, Mme Garrison obtient son premier rencard depuis son changement de sexe. Cartman se retrouve dans le futur et utilise un jouet pour communiquer avec son époque.                                                                     |    |                                                               |             |                              |                    |
| 152 | 13 | Vas-y Dieu ! Vas-y ! II Go God Go XII                         | Trey Parker | Trey Parker & Matt Stone     | 8 novembre 2006    |
| Coincé 500 ans dans le futur, Cartman tente d'appeler dans le passé pour éviter d'être congelé. Le conflit entre athées prend une autre dimension. |    |                                                               |             |                              |                    |
| 153 | 14 | La Coupe Stanley Stanley's Cup                                | Trey Parker | Trey Parker                  | 15 novembre 2006   |
| Stan s'occupe de l'équipe Poussins de Hockey, dont l'un des enfants a le cancer. Stan doit alors gagner un match pour redonner de l'espoir au petit malade. |    |                                                               |             |                              |                    |